# Flamine pomonale

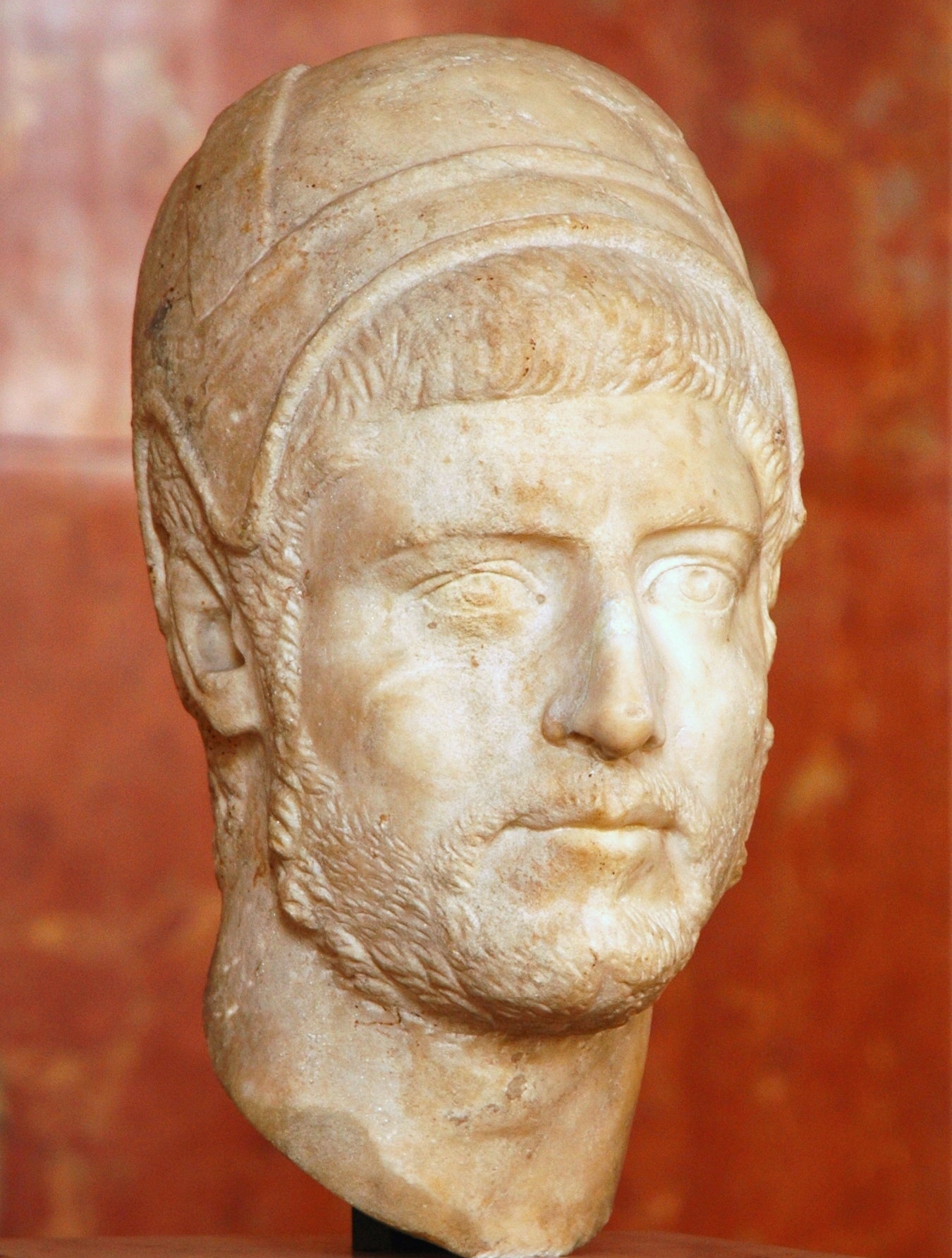
Busto di un flamine

Il flamine pomonale (latino Flamen Pomonalis) era il sacerdote dell'antica Roma preposto al culto della dea Pomona, moglie di Vertumno, dio delle stagioni di origine etrusca, protettrice degli alberi da frutto e della loro cura.
Tuscus ego Tuscis orior, nec paenitet inter proelia Volsinios deseruisse focos.»
(Properzio - Elegie, Libro 4)
Pomona, esperta nella arte della potatura e degli innesti degli alberi era associata all'abbondanza.
Pomona veniva rappresentata con alcune mele nelle mani e con cesti di frutta, fiori o una cornucopia per simboleggiare l'abbondanza.